# Юрковский, Владимир Иванович
Владимир Иванович Юрковский (1857 — не ранее 1913) — русский Генерального штаба генерал от инфантерии. Комендант Брест-Литовской крепости.

## Биография
Родился 24 апреля 1857 года. После окончания Полоцкой военной гимназии в 1875 году поступил в Николаевское кавалерийское училище, после окончания которого в 1877 году по 1-му разряду, был выпущен прапорщиком в Драгунский лейб-гвардии полк, корнет гвардии. С 1878 года поручик гвардии. С 1883 года штабс-ротмистр гвардии, переименован в капитаны Генерального штаба.
В 1885 году В. И. Юрковский закончил Николаевскую академию Генерального штаба по 1-му разряду причислен к Генеральному штабу, и назначен состоять при Омском военном округе. В 1887 году произведён в подполковники и переведён в Генеральный штаб, с назначением старшим адъютантом штаба Омского военного округа. С 1889 года штаб-офицер при управлении начальника 22-й местной бригады, с 1890 года отбывал цензовое командование батальоном в 159-м пехотном Гурийском полку. В 1892 году произведён в полковники.
В 1893 году назначен начальником штаба 4-й пехотной дивизии С 1896 года начальник штаба 13-й кавалерийской дивизии. В 1897 году назначен командиром Елисаветградского 3-го гусарского полка. В 1901 году произведён в генерал-майоры и назначен генералом для особых поручений при войсковом наказном атамане Войска Донского
В 1902 году назначен начальником штаба Новогеоргиевской крепости. В 1906 году назначен командиром 48-й пехотной резервной бригады, с зачислением в списки Генерального штаба. В 1907 году произведён в генерал-лейтенанты и назначен комендантом Ивангородской крепости. С 1910 года Высочайшим приказом назначен Брест-Литовским комендантом, в 1913 году произведён в генералы от инфантерии.